# Beyond Good & Evil
Beyond Good & Evil är ett datorspel från 2003 utvecklat och utgivet av Ubisoft, för Playstation 2, GameCube, PC och Xbox. I spelet får man följa Jade, en reporter och kampsportare, som arbetar för motståndsrörelsen, i syfte att avslöja en enorm konspiration. Spelaren styr Jade och hennes vänner, löser pussel, slåss mot fiender och försöker få tag i fotobevis genom att ta bilder på misstänkta saker.
Speldesignern Michel Ancel, skapare av Rayman-spelen, tänkte sig Good & Evil som det första spelet i en trilogi. Spelet blev dock aldrig någon kommersiell framgång, trots att spelet mottogs väl av såväl kritiker, som spelare och media.
En uppföljare, Beyond Good & Evil 2, är under utveckling. En trailer till BG&E 2 visades upp på E3 den 12 juni 2017.

## Handling
I spelet tar spelaren sig an rollen som Jade, en reporter för gruppen IRIS på planeten Hillys där mänskliga varelser, antropomorfiska djur, samt utomjordingar och robotar befinner sig sida vid sida. Planeten är under belägring av utomjordiska DomZ-trupper.  IRIS försöker luska fram sanningen bakom DomZ. det visar sig snart att Alfasektionen, militären på Hillys, inte är som den verkar.